# Tim Gray
(en) Statistiques sur pro-football-reference
Timothy Gray (né le 11 novembre 1952 à Houston et décédé le 8 octobre 2015 à Houston) est un joueur américain de football américain.

## Carrière

### Université
Gray étudie à l'université A&M du Texas, jouant pour les Aggies dans l'équipe de football américain.

### Professionnel
Tim Gray est sélectionné au premier tour du draft de la NFL de 1975 par les Cardinals de Saint-Louis au vingt-et-unième choix. Sa première saison en professionnel le voit entrer au cours de quatorze matchs mais la franchise de Saint-Louis n'ai pas convaincu par un de ses drafté de 1975 et décide de le libérer.
Pour la saison 1976, il signe avec les Chiefs de Kansas City où il réalise quatre interceptions. En 1977, il récupère quatre fumbles et en retourne deux en touchdowns. La saison 1978 le voit faire son plus grand nombre d'interceptions en une saison avec six mais il n'est pas gardé par les Chiefs après cette saison.
Il signe en 1979 avec les 49ers de San Francisco où il trouve une place de safety titulaire jouant quinze des seize matchs comme titulaire mais il déçoit, ne réalisant qu'une seule interception. Il est libéré dès la fin de la saison.